# Giovanni De Vecchi
Giovanni De Vecchi (ur. ok. 1536 w Sansepolcro, zm. 13 kwietnia 1614 w Rzymie) – włoski malarz epoki renesansu.

## Życiorys
Giovanni De Vecchi urodził się ok. 1536 roku w Sansepolcro w Toskanii. Był uczniem Raffaellina del Colle, Taddeo Zuccariego oraz Rosso Fiorentino. We Florencji poznał dzieła: Santiego di Tito, Maso da San Friano, Jacopo Ligozziego oraz Cristofano Gherardiego. W latach 1562–1563 De Vecchi przebywał w Rzymie, pracując u boku Santiego di Tito i Niccolò Circignaniego przy fryzie głównej sali Pałacu Belwederskiego w Watykanie. W 1570 roku De Vecchi wymieniony został w spisie artystów renomowanej Akademii Świętego Łukasza.
Z 1573 roku pochodzi obraz Św. Hieronim Pokutnik, znajdujący się nad ołtarzem kaplicy Delfinów w kościele Aracoeli w Rzymie. Autorstwa De Vecchiego są również freski w tej samej kaplicy. Z 1574 roku jest obraz Adoracja pasterzy w kościele Św. Eligiusza w Rzymie. De Vecchi należał do grupy głównych dekoratorów pałacu Farnese w Capraroli. W latach 1574–1574 artysta pracował z Raffaellinem da Reggio w salach Mapy świata oraz Aniołów. W Sansepolcro znajdują się trzy dzieła De Vecchiego: Narodziny Marii Panny i Ofiarowanie Marii w świątyni (Pinakoteka miejska), Stygmaty św. Franciszka (Kościół Stygmatów). Z 1638 roku są Historie św. Katarzyny w Kaplicy Różańcowej Bazyliki Santa Maria sopra Minerva. Malarz tworzył na zamówienie Alessandro Farnese.
31 lipca 1594 roku De Vecchi został pełnoprawnym członkiem Akademii św. Łukasza. W 1596 został wybrany jej prezydentem. Około 1594 roku De Vecchi pracował w Kaplicy św. Franciszka w Kościele św. Piotra in Montorio (dekoracje i basen). Z tego samego okresu jest obraz Pietà, obecnie w zakrystii Bazyliki św. Praksedy. Między 1597 a 1610 powstał obraz Św. Diego uzdrawia niewidomego do ołtarza w kaplicy Cencich w Bazylice Matki Bożej Ołtarza Niebiańskiego. Za pontyfikatu papieża Klemensa VIII De Vecchi przygotował kartony do mozaik z dwoma ewangelistami w pendentywach kopuły Bazyliki św. Piotra na Watykanie. W latach 1603–1604 powstał obraz Procesja Matki Bożej uwalniającej od zarazy zamówiony dla Bazyliki Matki Bożej Ołtarza Niebiańskiego. W 1614 roku De Vecchi namalował Świętego Sebastiana dla Bazyliki św. Andrzeja della Valle w Rzymie.
Artysta miał dwóch synów: architekta o imieniu Gaspare, i drugiego, lekarza, o nieznanym imieniu. De Vecchi zmarł w Rzymie 13 kwietnia 1615 roku.

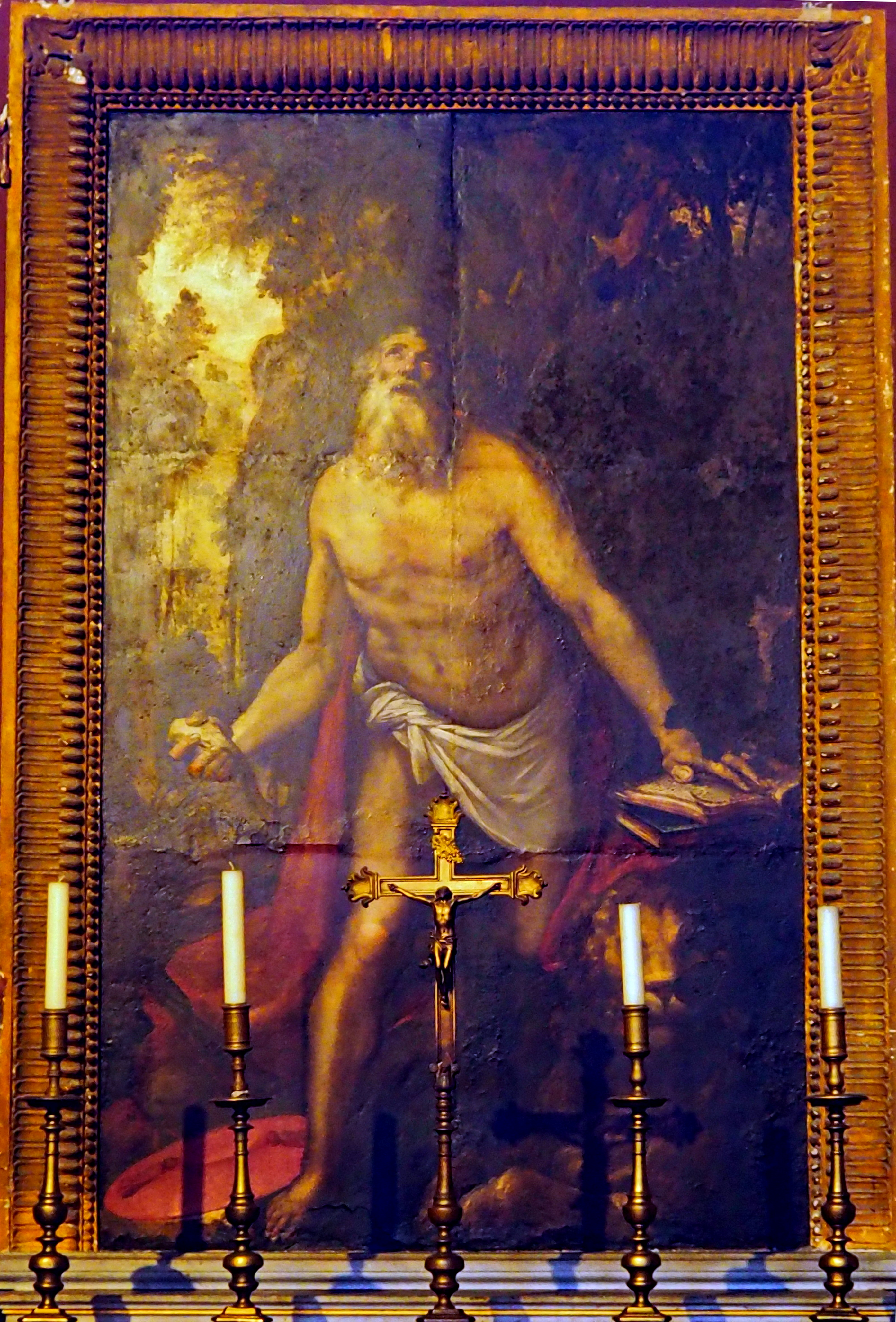
Święty Hieronim pokutujący, 1573
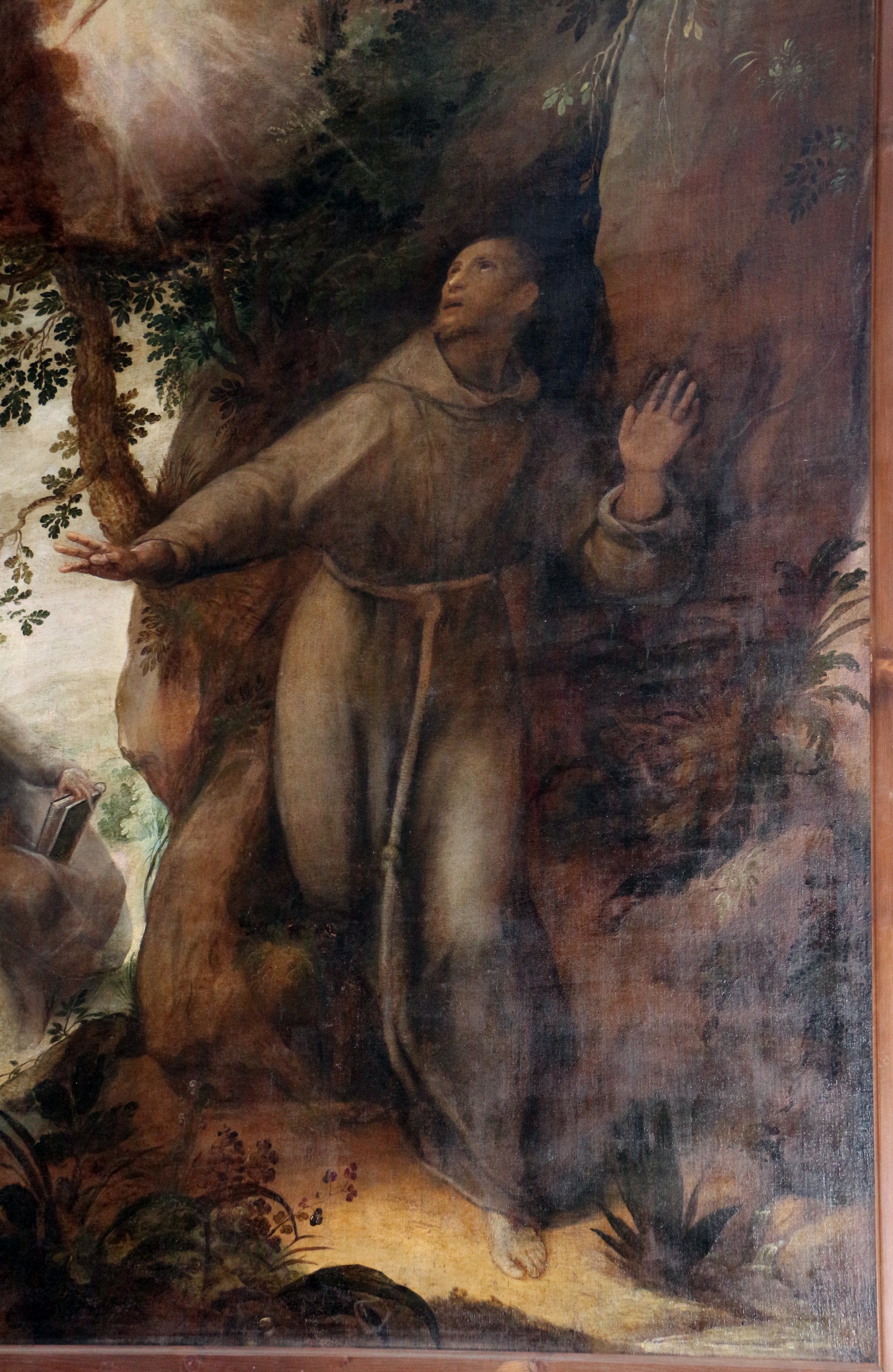
Stygmaty św. Franciszka, ok. 1575
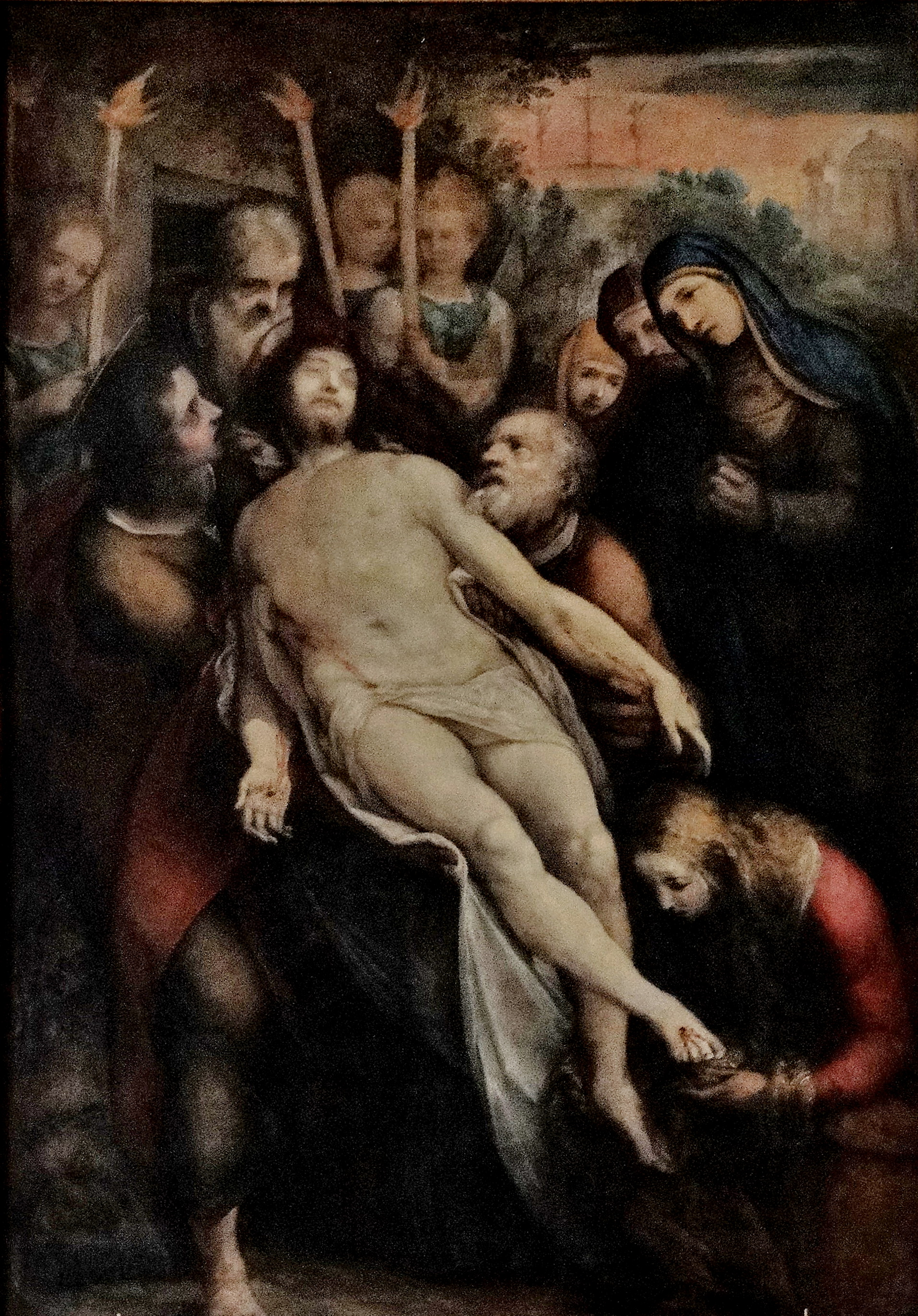
Pietà, ok. 1594